# Heinrich Bangert
Heinrich Bangert (* 20. März 1610 in Sudeck, Grafschaft Waldeck, heute Teil der Gemeinde Diemelsee; † 30. Juni 1665 in Lübeck) war ein deutscher Gelehrter, Philologe und Historiker des Barockzeitalters.

## Leben
Bangert besuchte die Landesschule in Korbach. 1633 und 1634 studierte er Evangelische Theologie in Marburg. Schon ein Jahr später wurde er als Konrektor an das Ratsgymnasium Minden berufen; 1636 ging er als Rektor an das Gymnasium zu Oldenburg. Berufungen als Rektor von Korbach in demselben Jahre und als Pfarrer zu Adorf 1637 lehnte er ab.
1643 wurde er zum Konrektor des Katharineums nach Lübeck berufen und wurde am 24. Juli 1643 in sein Amt eingeführt. Hier folgte er am 4. März 1664 als Rektor dem verstorbenen Sebastian Meier.
Bangert starb jedoch schon am 30. Juni 1665 an den Folgen eines Beinbruchs, den er sich bei seiner Rückkehr aus Bad Pyrmont durch einen Fall aus dem Wagen zugezogen hatte.

## Werk
Bangert war nicht nur als Lehrer von seinen Zeitgenossen hoch geehrt, sondern als namhafter Gelehrter weithin bekannt, wie seine Schüler Heinrich Meibom und Daniel Georg Morhof bezeugten.
Ein bleibendes Verdienst hat er sich durch seine mit Unterstützung des Lübecker Rats veranstaltete Erstausgabe der Chronica Slavorum (Slawenchronik) des Helmold von Bosau und Arnold von Lübeck erworben (1659), zu der er auch einen gelehrten Kommentar beisteuerte.
Ebenfalls im Auftrag des Rats begann Bangert mit den Arbeiten zu einer umfassenden Geschichte der Hansestadt. Sein früher Tod unterbrach dieses Projekt. Aus dem Nachlass erschienen die Jahre bis 1350 als Origines Lubecenses, die Ernst Joachim Westphal im Band 1 seiner Monumenta inedita rerum Germanicarum praecipue Cimbricarum et Megapolensium (Leipzig 1739) herausgab.
Auch für die Geschichte seiner Schule lieferte er wichtige Vorarbeiten wie ein sorgfältig angelegtes biographisches Verzeichnis der Rektoren und Lehrer, die Johann Henrich von Seelen in seiner Schulgeschichte Athenae Lubecenses, Band IV abdruckte.

## Schriften (Auswahl)
- Chronica Slavorum Helmoldi, Presbyteri Bosoviensis, Et Arnoldi, Abbatis Lubecensis: In quibus Res Slavicae & Saxonicae fere a tempore Caroli Magni usque ad Ottonem IV. seu, ad ann. Ch. MCCIX. exponuntur. Lubecae: Wesselius 1659 (Digitalisat der UB Kiel)
- Programma in funere ... dn. Johannis Henrichsen J. Cti. secretarii ... propositum a M. Henrico Bangerto, scholae Lub. Rectore, Lübeck 1664
- Origines Lubecenses. Manuskript, Abschrift von 1727, Stadtbibliothek Lübeck, Ms Lub 2° 77

Digitalisat